# 下山明彦
下山 明彦（しもやま あきひこ、1996年4月8日 - ）は、日本の起業家、実業家、アーティスト。株式会社Senjin Holdings代表取締役を務める。アーティストグループALT主宰。慶應義塾大学大学院システムデザイン・マネジメント研究科博士課程に在籍し、研究者としてアートを用いたパーパス経営支援に関する研究を行うほか、情報経営イノベーション専門職大学の客員教員・客員准教授を務める。

## 来歴
1996年、広島県広島市に生まれる。広島学院中学校・高等学校卒業後、東京大学文科一類に入学。
2017年10月17日、東京大学在学中に仮想通貨取引を専門的に分析する会社株式会社CoinOtakuを設立し、2020年に6億円で上場企業に売却。同年株式会社Senjin Holdingsを創業、代表取締役に就任する。デジタルマーケティング事業などをメインに展開。 同社は2022年12月に岩国市と進出協定を結び、2023年には天草市と立地協定を結んでふるさと納税支援事業を行うなど、地方創生事業にも進出している。
企業経営と並行して、2021年、東京大学卒業後に東京藝術大学修士課程に進学。ビジネス・金融・学問に通底する自身の根本的な人間観を表現する結節点として作品を制作するようになる。東京藝術大学と東京大学の有志で結成したアーティスト集団ALTを主宰。
2021年11月には第1回目の展覧会「いまここでよく生きる展」を開催。上場企業や経済産業省と共同で作品制作を行い、芸術と経営を結びつけるワークショップを実施。下山の大学院の修了作品展として2023年1月28日から2月2日まで「ALT +>> 」が開催された。
2023年3月、経済産業省からの委託を受けて「アート作品の展示による働き方推進に関する調査研究報告書」を作成。同事業の中で
2023年4月、慶應義塾大学大学院システムデザイン・マネジメント研究科博士課程に進学。

## 人物・エピソード
大学2年生の時には学費と家賃を稼ぐために様々なコンペに応募。その結果、Bloomberg主催の投資コンテスト「Bloomberg Global Investment Contests(2017)」最高収益、マイナビ主催のビジネスコンテスト「キャリアインカレ2016」優勝を果たす。
大学時代、フィリピンとインドに計8ヶ月間滞在。インドでは瞑想修行を行った 。
休学中、生活費を稼ぐために各種コンペに参加し、投資コンテストで日本一になるなどの成果を上げる。その経験から仮想通貨の将来性に惚れ込み、東京大学復学後に仮想通貨メディアを運営する株式会社CoinOtakuを設立。東大の各クラスのLINEグループに募集の連絡を行い、東大生30人を集め、半年で200万PVを達成するなど急成長を遂げる。
2018年のコインチェックのハッキング事件による仮想通貨市場の低迷を受け、事業の多角化を図るため、マーケティング企業「Senjinホールディングス」を設立。コインオタクは新代表のもとでバリューアップし、最終的に6億円で上場企業へ売却される。
コインオタクの売却後、無人島でのサバイバル経験を通じてアートへの情熱を再認識し、東京藝術大学大学院への進学を決意。仮想通貨や広告をテーマにした作品を提出し、合格を果たす。
Senjinホールディングスの事業の一環としてアート部門「ALT.」を設立。上場企業や省庁と共同で作品制作を行い、芸術と経営を結びつけるワークショップを実施。経済産業省大臣室への作品献呈やASEANサミットでのアートプログラム提供など、多岐にわたる活動を展開。
CoinOtaku売却の際の評価額は約6億円であったが、「カネを使うことにはまったく関心が」なく、会社オフィスの地下に寝泊まりする生活を送っている。
自身の誕生日に合わせて毎年何らかの儀式的なプロジェクトを実施している。2023年4月には下山の実家の山に約1メートル四方の穴を手掘りし、自作の箱に入って埋められる生前葬を行った。2024年には民家の一部屋を暗幕で暗闇に作り変え、100名以上の来客と暗闇でコミュニケーションを取るイベントを実施した。

## アーティストとして
作品制作にあたって、経営とアートを結びつけるようになったのは、数千年間にわたって追い求められている芸術や美への欲望への理解が、普遍的な組織作りに寄与するのではないかという想いから。活動においてはヨーゼフ・ボイスが提唱した「全ての人は社会を彫刻する芸術家である」という思想に影響を受けている。
東京藝術大学大学院での学びを経て、アートコレクティブ「ALT.」を設立し、アーティストとしての活動を本格化させた。「ALT.」は、自治体や企業、省庁、国際機関など多様な文化共同体のビジョンやミッションを素材にシンボルとなるアートを制作し、組織や事業の未来を具象化する活動を展開している。
具体的なプロジェクトとして、マインドフルネスをテーマとした企業との展示会や、完全栄養食を提供する企業との対話を基にした作品制作を行うなど、幅広い分野でのコラボレーションを実施している。東京藝術大学の卒業制作展では、自ら設計・制作した200平方メートルの2階建て展示空間に多様な作品を展示した。また、経済産業省との連携においては、アート研修の提供、研究報告書への掲載、会議室や大臣室への作品の献呈を行った。
国際的な活動としては、ASEAN諸国との関係強化を目的に、日ASEAN若手サミットに日本代表として参加し、アートワークショップや作品提供を実施。さらに、世界経済フォーラムが運営する若手リーダーの国際コミュニティ「Global Shapers Community」東京支部の代表を務め、グローバルな視点での活動を展開している。
2024年には、山形県西川町のシンボルアート「響環プロジェクト」を完成させ、町の玄関口に設置される巨大なオブジェを制作した。この作品は、地域の豊かさを象徴するシンボルとして、観光資源としての役割も期待されている。同年12月には、日ASEAN Future Gen Business Leaders Summitにて、日本とASEANの信頼を象徴する作品「one.」を展示。液晶ディスプレイとアクリル球を組み合わせたこの作品は、2025年の大阪万博ASEANパビリオンでの展示も予定されている。
下山の作品は、共同体の象徴としてのアートの意義を追求し、社会や組織との対話を通じて新たな価値を創出することを目指している。

## 著書

### 共著
- 『若者のための死への教科書』青文舎、2022年11月30日

## 出演
- NewsPicks
  - 「可能性の宝庫？大学発ビジネスの裏側」2021年11月19日[23]
  - 「若者が描く日本の未来とは？」2022年2月8日[24]
  - 「メタバースは働き方のゲームチェンジャーになるのか？」2022年3月22日[25]
  - 「【リスキリング】人生100年、ビジネスパーソンの「学び直し」実践術」2022年11月25日 [26]
- TEDxUTokyo
  - 「人の力を借りるということ」2023年4月30日[27]
- YouTube
  - サラタメチャンネル https://www.youtube.com/watch?v=nINLLjG44wI
  - M&Aキャンプ https://www.youtube.com/watch?v=U6Qu1yk0MtU